# Grindsted Sognekommune
Grindsted Sognekommune var en sognekommune, der blev oprettet i 1921 ved en opdeling af Grindsted-Grene sognekommune. Ved kommunalreformen i 1970 blev kommunen lagt sammen med en række andre sognekommuner til den nye Grindsted Kommune.
Kommunen bestod af Grindsted Sogn med Grindsted Kirke.

## Valgresultater efter år
| 2 | 1 | 2 | 4 |

| 7 | 2 |

| 3 | 1 | 2 | 3 |

| 7 | 2 |

| 3 | 1 | 7 |

| 10 |